# 日満司法事務共助法
日満司法事務共助法（にちまんしほうじむきょうじょほう、昭和13年3月26日法律第26号）は、日本と満洲国の間における司法共助に関する法律である。
1938年（昭和13年）3月15日成立、同月26日公布、同年5月1日施行。

## 概要
本法の制定時点で、日本と外国との間の司法共助については、外国裁判所ノ嘱託ニ因ル共助法がすでに制定されていたが、この法律による共助は書類の送達、証拠調べに限られていた。これに対し、日本の傀儡国家であった満州国における領事裁判権の撤廃に当たり、満洲国と日本の間の共助の内容が書類の送達と証拠調べだけではその幅が狭すぎるとして、犯罪の捜査、勾引状・逮捕状の発行・執行、刑の執行まで共助の幅を広げるためにこの法律が制定された。当初は、日本と満州国との条約で規定することも検討されたが、最終的に相互が同一内容の国内法（満州国側は満日司法事務共助法、康徳5年勅令第71号）を制定し、相互にこれを施行すべき意思表示を交換公文で交わすことになった。なお、日満間での司法共助は本法施行後は専ら本法に基づくことになり、外国裁判所ノ嘱託ニ因ル共助法の適用は排除されていた。
この法律は、日満司法事務共助法ヲ台湾及樺太ニ施行スルノ件（昭和13年勅令第291号）によって、台湾及び樺太には単純に施行されたが、地位的に隣接する朝鮮及び関東州については、より密接な共助を必要としたため、個別の措置が取られた。具体的には、朝鮮においては、朝鮮刑事令を改正して（昭和13年7月15日施行）、日満司法事務共助法を依用するとともに、朝鮮と満州国との司法共助を現行犯に関して司法警察官が行うことができるとした。関東州についても、関東州裁判事務取扱令（明治41年勅令第213号）の改正によって、同様に規定された。南洋群島については、南洋群島裁判事務取扱令（大正12年勅令第26号）の改正によって、日満司法事務共助法を依用した。
この法律は、満州国の消滅により実効性を喪失していたが、中央省庁等改革関係法施行法（平成11年12月22日法律第160号）第77条第7号の規定により廃止された。